# NTRUSign
NTRUSign ist ein digitales Signaturverfahren, das 2003 entwickelt wurde. Es basiert auf dem Goldreich-Goldwasser-Halewi-Signaturverfahren und ist der Nachfolger des unsicheren NSS-Verfahrens, wird aber ebenfalls als unsicher betrachtet.

## Beschreibung des Verfahrens
Ebenso wie in NTRUEncrypt laufen auch NTRUSign die Berechnungen (mit Ausnahme der Division durch die Resultante) im Ring {\displaystyle R=\mathbb {Z} _{q}[X]/(X^{N}-1)} ab, wobei die Multiplikation „*“ eine zyklische Faltung modulo {\displaystyle q} ist: Das Produkt zweier Polynome {\displaystyle f=[f_{0},f_{1},\ldots ,f_{N-1}]} und {\displaystyle g=[g_{0},g_{1},\ldots ,g_{N-1}]} ist {\displaystyle f*g=\sum _{i+j\equiv k\mod N}f_{i}\cdot g_{j}\mod q}.
Es kann bei NTRUSign entweder das Standard- oder das transponierte Gitter zugrunde gelegt werden. Das transponierte Gitter hat den Vorteil, dass das Polynom {\displaystyle f'} nur Koeffizienten in {-1, 0, 1} enthält und sich dadurch schneller multiplizieren lässt.
Weiterhin kann der Parameter {\displaystyle B}, die Zahl sogenannter Perturbationen, gewählt werden. Es hat sich allerdings herausgestellt, dass 0 Perturbationen unsicher und mehr als eine nicht notwendig sind, daher ist {\displaystyle B} in der Praxis immer gleich 1.
Außerdem sind die Größen {\displaystyle N} (Anzahl Polynomkoeffizienten), {\displaystyle q} (Modulus), {\displaystyle d} (Anzahl Koeffizienten = −1), {\displaystyle \beta } (Normkorrekturfaktor) und {\displaystyle {\mathcal {N}}} (Normschranke) von Bedeutung.

### Schlüsselerzeugung
Es werden {\displaystyle B} sogenannte Basen erzeugt. Jede davon besteht aus 3 Polynomen, die mit {\displaystyle f,f'} und {\displaystyle h} bezeichnet werden. Das Polynom {\displaystyle h} der ersten Basis bildet den öffentlichen Schlüssel, alle anderen Polynome sämtlicher Basen bilden zusammen den Privatschlüssel.

#### Basiserzeugung
Es wird hier die Variante nach Hoffstein et al. beschrieben. Im EESS-Standard findet die Invertierung der Polynome {\displaystyle f} und {\displaystyle g} nicht in {\displaystyle \mathbb {R} }, sondern in {\displaystyle \mathbb {Z} } statt. Dadurch kommt man zwar ohne Kommazahlen aus und erhält „bessere“ (normkleinere) Polynome F und G, muss aber zusätzlich eine aufwändige Resultantenberechnung durchführen.
Zur Generierung einer Basis {\displaystyle (f,f',h)} geht man wie folgt vor:
1. Wahl eines zufälligen Polynoms {\displaystyle f}, dessen Koeffizienten in {-1, 0, 1} liegen und das modulo {\displaystyle q} invertierbar ist.
2. Wahl eines zufälligen Polynoms {\displaystyle g}, dessen Koeffizienten in {-1, 0, 1} liegen und das modulo {\displaystyle q} invertierbar ist.
3. Resultante {\displaystyle R_{f}} von {\displaystyle f} und ein Polynom {\displaystyle \rho _{f}} berechnen, so dass {\displaystyle \rho _{f}*f+\tau _{f}*(x^{n}-1)=R_{f}} für ein beliebiges Polynom {\displaystyle \tau _{f}} gilt. Dieser Schritt ist der rechenintensivste. Mildern kann man dies, indem man für mehrere Primzahlen {\displaystyle p_{i}} die Resultante modulo {\displaystyle p_{i}} berechnet und die Gesamtresultante aus den Moduli rekonstruiert. Zu Einzelheiten der Resultantenberechnung siehe Abschnitte 2.2.7.1 und 2.2.7.2 des EESS-Standards[3].
4. Resultante {\displaystyle R_{g}} von {\displaystyle g} und ein Polynom {\displaystyle \rho _{g}} berechnen, so dass {\displaystyle \rho _{g}*g+\tau _{g}*(x^{n}-1)=R_{g}} für ein beliebiges Polynom {\displaystyle \tau _{g}} gilt.
5. Wenn {\displaystyle GGT(R_{f},R_{g})}≠1 ist, wieder bei Schritt 1 anfangen.
6. Mittels des  erweiterten euklidischen Algorithmus zwei Zahlen {\displaystyle S_{f}} und {\displaystyle S_{g}} ermitteln, so dass {\displaystyle S_{f}R_{f}+S_{g}R_{g}=1} gilt.
7. {\displaystyle A(x)=qS_{f}\rho _{f}(x)} und {\displaystyle B(x)=-qS_{g}\rho _{g}(x)} setzen.
8. Inverse {\displaystyle f^{-1}(x)=\rho _{f}(x)/R_{f}} und {\displaystyle g^{-1}(x)=\rho _{g}(x)/R_{g}} in {\displaystyle \mathbb {R} [x]/(x^{N}-1)} auf genügend viele Dezimalstellen berechnen.
9. {\displaystyle C(x)=\lfloor 1/2(B(x)*f^{-}1(x)+A(x)*g^{-}1(x))\rceil }. Anmerkung: {\displaystyle \lfloor } und {\displaystyle \rceil } sind Gaußklammern.
10. {\displaystyle F(x)=B(x)-C(x)*f(x)} und {\displaystyle G(x)=A(x)-C(x)*g(x)}.
11. {\displaystyle f_{q}} = die Inverse von {\displaystyle f} modulo {\displaystyle q}.
12. Im Standardfall: {\displaystyle f'=F} und {\displaystyle h=g*f_{q}\mod q}
13. Im transponierten Fall: {\displaystyle f'=g} und {\displaystyle h=F*f_{q}\mod q}

### Signierung
Sei m die zu signierende Nachricht.
Für {\displaystyle i=B} bis 0 werden folgende Schritte ausgeführt:
1. {\displaystyle (f,f',h)} = {\displaystyle i}-te Basis
2. {\displaystyle x=\lfloor -{\frac {1}{q}}m_{i}*f'_{i}\rceil }
3. {\displaystyle y=\lfloor {\frac {1}{q}}m_{i}*f_{i}\rceil }
4. {\displaystyle s_{i}=x*f+y*f'}
5. {\displaystyle m_{i}=si*(h_{i}-h_{i-1})\mod q}
6. {\displaystyle s=s+s_{i}}

{\displaystyle s} ist die Signatur.
Beachte: Unter bestimmten Umständen kann es vorkommen, dass die Signatur trotz gültigen Schlüssels ungültig ist. Es empfiehlt sich daher, die Signatur nach der Erzeugung zu überprüfen und ggf. nochmals zu signieren.

### Signaturprüfung
Sei {\displaystyle m} die Nachricht, {\displaystyle h} der öffentliche Schlüssel und {\displaystyle s} die Signatur.
Die Norm {\displaystyle ||t||} eines Polynoms {\displaystyle t} sei durch {\displaystyle \inf _{0\leq k<q}||t+kq||_{z}} gegeben, wobei {\displaystyle ||r||_{z}=\sum _{i=0}^{N-1}r_{i}^{2}-{\frac {1}{N}}\sum _{i=0}^{N}r_{i}} ist (letztere wird als zentrierte Euklidische Norm bezeichnet).
Die Signatur wird dann wie folgt überprüft:
1. {\displaystyle b={\sqrt {||s||^{2}+\beta ^{2}||s*h-m||^{2}}}}
2. Die Signatur ist gültig, wenn {\displaystyle b<{\mathcal {N}}} ist.

Bemerkung: Die Berechnung der Norm über die Definition ist ineffizient. Eine bessere Methode ist es, auf alle Polynomkoeffizienten eine Konstante zu addieren, so dass die zwei Koeffizienten mit dem größten Abstand gleich weit von {\displaystyle {\frac {q}{2}}} entfernt sind (jeweils modulo {\displaystyle q}). Die Norm ergibt sich dann durch die zentrierte Euklidnorm (s. o.) des so entstandenen Polynoms.

### Effizienz
Um die Multiplikation zu beschleunigen, können die Parameter {\displaystyle f} und {\displaystyle g} so gewählt werden, dass viele Koeffizienten Null sind. Dazu wird ein Parameter {\displaystyle d} gewählt und bei der Wahl von {\displaystyle f} und {\displaystyle g} werden {\displaystyle d} Koeffizienten gleich 1, {\displaystyle d-1} Koeffizienten gleich −1 und der Rest gleich 0 gesetzt.
Die Prüfung mehrerer Signaturen lässt sich beschleunigen, indem man statt der einzelnen Normen die Norm der Summe der Signaturen überprüft. Die Parameter {\displaystyle N} und {\displaystyle {\mathcal {N}}} müssen dazu erhöht werden.

### Sicherheit
Die mit dem Verfahren erstellten Signaturen verraten Informationen über den geheimen Schlüssel. Diese Tatsache wurde 2006 ausgenutzt um das Verfahren anzugreifen: Ungefähr 400 Signaturen reichten aus, um den geheimen Schlüssel zu berechnen. Das Verfahren wurde nach diesem Angriff angepasst, Perturbationen sollten das Berechnen des geheimen Schlüssels erheblich erschweren. Das verbesserte Verfahren wurde 2012 angegriffen, der geheime Schlüssel konnte aus mehreren Tausend Signaturen berechnet werden.